# Neoperla aeripennis
Neoperla aeripennis és una espècie d'insecte plecòpter pertanyent a la família dels pèrlids.

## Descripció
- Les ales dels mascles adults fan entre 13,5 i 15 mm de llargària i les de les femelles 14,5-23.
- Els ocels són de petits a molt petits.
- La part inferior del cap, el tòrax i les bases dels segments dels fèmurs són grocs.
- Penis tubular.
- L'ou és gairebé esfèric i fa al voltant de 0,38 mm de llargària.[5]

## Hàbitat
En el seu estadi immadur és aquàtic i viu a l'aigua dolça, mentre que com a adult és terrestre i volador.

## Distribució geogràfica
Es troba a Malèsia: l'illa de Java.